# Виштынецкая возвышенность
Виштынецкая возвышенность, также Судувская возвышенность (лит. Sūduvos aukštuma), Сувалкская возвышенность (пол. Pojezierze Suwalskie) — холмисто-моренная возвышенность, занимающая крайний юго-восток Калининградской области России и далее уходящая на территорию Польши и Литвы (здесь расположен тройной стык). Расположена у северного склона Балтийской моренной гряды. Расчленена долинами притоков рек Анграпа и Писса (речки Красная, Русская, Глубокая и др.).
Виштынецкая возвышенность представляет собой самый высокий участок территории Калининградской области с высотами, превышающими 200 метров выше уровня моря (при средней по области 15 м). Гора Дозор (230,9 м является высшей точкой области. При этом за пределами России (приблизительно в 10 км к юго-востоку) высота возвышенности достигает своего пика в 309 м (гора Зеескер).

## Характеристика
Холмы у оснований возвышенности соединяются и образуют моренные гряды. Низменные участки заняты озёрами (крупнейшее из них — Виштынецкое озеро) и верховыми болотами. Климат возвышенности более суров по сравнению с прибрежными регионами. При бо́льшем количестве осадков, среднегодовая температура составляет около +6,0 °C при +7,5 °C в городе Балтийске. Почвы возвышенности дерновые и слабоподзолистые на песчаной морене и ледниковых отложениях. Растительность в основном луговая, болотная, перемежаемая еловыми и смешанными лесами. Живописность ландшафта и удалённость от больших городов делает эту территорию привлекательным туристическим объектом.